# Велика біла пляма

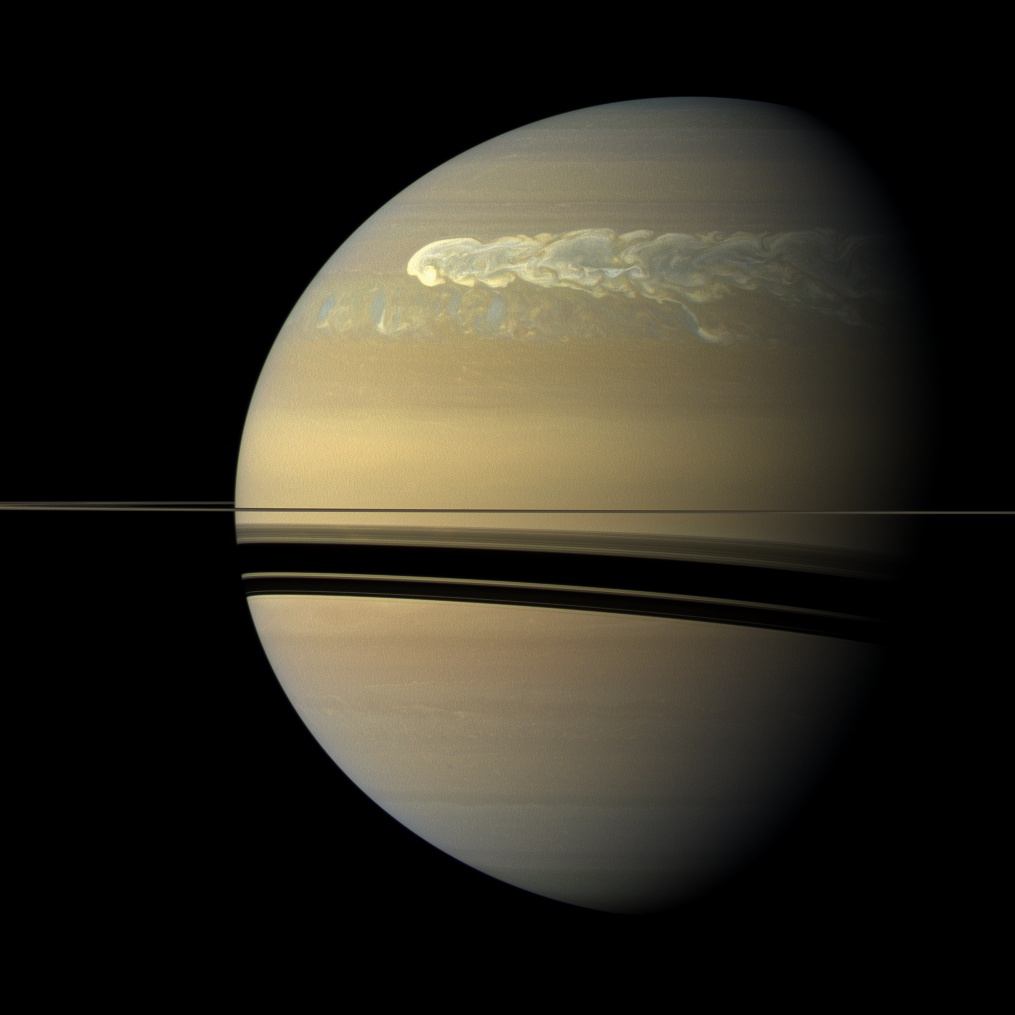
Велика біла пляма Сатурна

Велика біла пляма (англ. Great White Spot), або ж Великий білий овал на Сатурні — це періодичні шторми, названі за аналогією до Великої червоної плями на Юпітері які є достатньо великими, щоб бути видними з наземних телескопів. Плями сягають кількох тисяч кілометрів у ширину.
Наразі велика група білих хмар, яку називають Північне електростатичне збурення (англ. Northern Electrostatic Disturbance) (через підвищення радіо та плазмової взаємодії) розвивається на Сатурні з 2010 року. Космічний апарат «Кассіні — Гюйгенс» слідкував за штормом у 2010—2011 роках.
Дані «Кассіні» показали втрату ацетилену в білих хмарах та ріст фосфіну, а також незвичайний спад температури в центрі шторму. Станом на квітень 2011 року, буря вдруге посилилась, а у 2012-му шторм почав вщухати.

## Періодичність та історія спостережень
Це явище є певною мірою періодичним з інтервалом у 28,5 років. Пік активності наступає, коли північна півкуля Сатурна найбільше нахиляється до Сонця. Нижче наведено список зафіксованих спостережень.